# Volkssouveränität

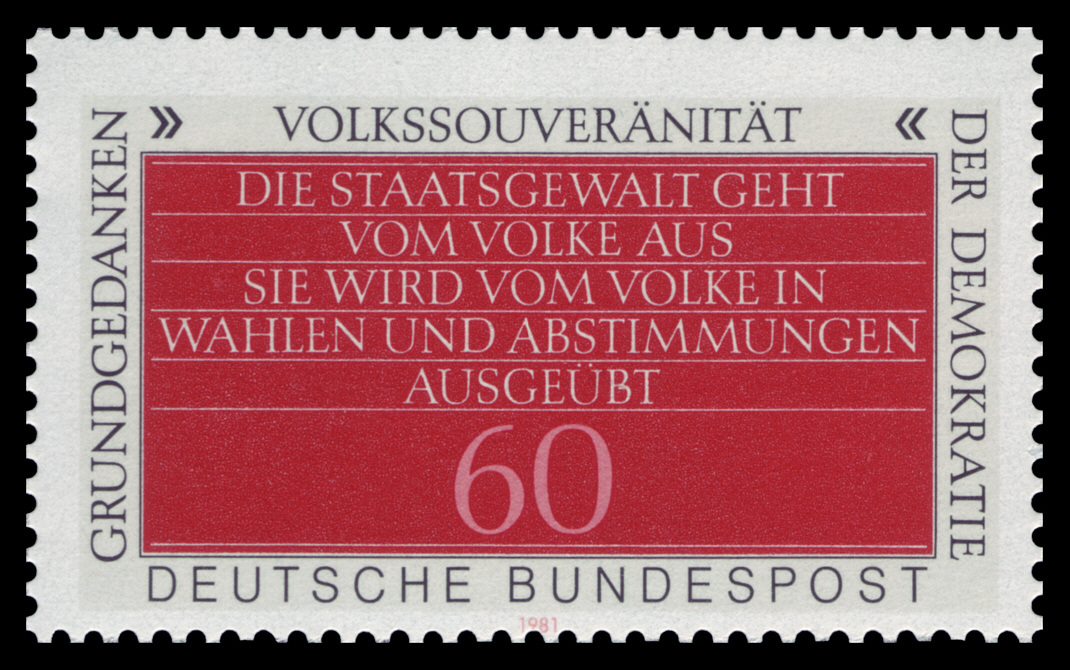
Grundgedanken der Demokratie: Sonderbriefmarke der Deutschen Bundespost von 1981

Das Prinzip der Volkssouveränität bestimmt das Volk zum souveränen Träger der Staatsgewalt. Die Verfassung als politisch-rechtliche Grundlage eines Staates beruht danach auf der verfassungsgebenden Gewalt des Volkes. Nicht ein absoluter Monarch, sondern das Volk in seiner Gesamtheit steht einzig über der Verfassung.
Es ist der Gegenbegriff zum monarchischen Prinzip. Volkssouveränität leitet sich von dem Wort „Souveränität“ ab, das von französisch souveraineté „höchste Staatsgewalt“ kommt, welches seinerseits vom lateinischen superioritas „Oberherrschaft“ stammt.

## Entstehung
Früh schon findet sich die Forderung nach einer eigentlichen Souveränität des Volkes in der auf dem Aristotelismus aufbauenden und vor allem gegen den Papst gerichteten Schrift Defensor pacis (dt. „Verteidiger des Friedens“, fertiggestellt 1324) des Marsilius von Padua. Systematisch entwickelt dann der Aufklärer Jean-Jacques Rousseau in seiner staatstheoretischen Schrift Vom Gesellschaftsvertrag oder Prinzipien des Staatsrechtes (im franz. Original: Du contrat social ou Principes du droit politique) 1762 die Idee der Volkssouveränität. Sein Begriff der Volkssouveränität unterscheidet sich von dem des Hugo Grotius: Nach Grotius kann das Volk einer Person seine Souveränität in beliebigem Umfang übertragen. Das Volk hat nach Rousseau die unteilbare und unveräußerliche Souveränität inne und kann diese im Gesellschaftsvertrag einem Herrscher nur zur Ausübung überlassen. Diese Sicht gab die theoretische Grundlage für Revolutionen gegen souveräne Herrscher. Der Volkssouveränitätsbegriff wurde in Deutschland vom Kameralisten und Staatstheoretiker Johann Heinrich Gottlob von Justi aufgegriffen. Die Gelehrten wurden sich lange Zeit nicht einig, wem im Volk die Aufgabe zukommen solle, die Verfassung zu erlassen. Erst nach Abschluss des Übergangs von der ständischen Gesellschaft in eine bürgerliche Gesellschaft konnte in Deutschland erstmals im Jahre 1919 mit der Weimarer Reichsverfassung eine Verfassung auf der Grundlage des Prinzips der Volkssouveränität erlassen werden; in der Schweiz hingegen war das schon 1848 mit der Abstimmung zur neuen Bundesverfassung klar. Zunächst hatte der Begriff Volkssouveränität mehr eine völkerrechtliche Bedeutung. Im 19. und 20. Jahrhundert wurde die Volkssouveränität zur Bezeichnung für die verfassunggebende, konstituierende Gewalt (pouvoir constituant) und für die demokratische Legitimation des Staates. Der Streit verlagerte sich damit in den innenpolitischen Bereich. Hierdurch entstand der Streit darüber, ob das beherrschte Volk oder eine andere Herrschaftsinstitution der wahre Souverän sei. Durch Formulierungen wie „Alle Macht kommt vom Volke“ hat die Volkssouveränität inzwischen auch in den neuesten Verfassungen des osteuropäischen Raumes ihren Ausdruck gefunden und wird damit als grundlegendes Prinzip der Legitimation demokratisch politischer Herrschaft angesehen.

## Geltendes Recht

### Rechtslage in Deutschland
Die Volkssouveränität im Sinne deutschen Verfassungsrechts ist Bestandteil des Demokratieprinzips und gehört als solcher zu den verfassungsrechtlichen Staatsformmerkmalen der Bundesrepublik Deutschland. Der Grundsatz der Volkssouveränität ist in Art. 20 Abs. 2 Grundgesetz (GG) geregelt. Die Bestimmung lautet wie folgt:
Im Einzelnen ergibt sich aus dieser Bestimmung:
Sämtliche Staatsgewalt geht in Deutschland – unmittelbar oder mittelbar – vom Volk aus. Das Volk ist in diesem Sinne der Souverän im Staate, ist gleichsam Herrscher über sich selbst. Dabei ist unter „Volk“ in diesem Zusammenhang ausschließlich das Staatsvolk im Sinne der Drei-Elemente-Lehre zu verstehen. Dazu gehört jeder, der i. S. v. Art. 116 GG die deutsche Staatsangehörigkeit hat. Ausländer (Nicht-Deutsche) haben daher keinen Anspruch darauf, an der Ausübung der Staatsgewalt, insbesondere an Wahlen und Abstimmungen (auf Bundesebene) teilzunehmen. Ihnen darf ein Ausländerwahlrecht auch nicht eingeräumt werden, weil nur Deutschen die Staatsgewalt (Art. 20 Abs. 2 GG) zusteht. Nur bei Wahlen in Kreisen und Gemeinden sind gemäß Art. 28 Abs. 1 Satz 3 GG Ausländer, soweit sie Unionsbürger, also Angehörige eines Mitgliedsstaates der Europäischen Union (EU) sind, aktiv und passiv wahlberechtigt. Aus dieser Bestimmung folgt ebenfalls, dass ein Ausländerwahlrecht sowohl auf Bundes- als auch auf Landesebene unzulässig ist.
Das Staatsvolk übt seine Staatsgewalt unmittelbar durch Wahlen und Abstimmungen aus. Die Ausübung der Staatsgewalt durch Abstimmungen ist im Grundgesetz abschließend geregelt. Abstimmungen finden ausschließlich bei Neugliederungen des Bundesgebietes (Art. 29 und Art. 118 GG) statt oder zum Beschluss einer neuen Verfassung (Art. 146 GG). Die Einführung weiterer konstitutiver Volksabstimmungen oder -entscheide wäre nur durch Verfassungsänderung, nicht aber durch einfaches Gesetz möglich. 
Außerhalb der Wahlen und Abstimmungen übt das Volk die Staatsgewalt ausschließlich mittelbar, und zwar durch die Organe der Gesetzgebung (Legislative), der Verwaltung (Exekutive) und der Rechtsprechung (Judikative) aus. Die unmittelbare Ausübung der Staatsgewalt ist daher im Wesentlichen auf die Teilnahme an Wahlen beschränkt. Die deutsche Demokratie ist in diesem Sinne eine rein repräsentative Demokratie.

## Rechtsphilosophische Sichtweise

### Rechtssouveränität
Aus rechtspositivistischer Sicht gibt es am Beispiel des geltenden deutschen Verfassungsrechts kein deutsches Recht, das dem Zugriff des deutschen Souveräns – des Volkes – entzogen wäre. Denn das Volk übe seine Staatsgewalt aus, in dem es Recht setze und vollziehe. Recht (im rechtswissenschaftlichen Sinne gemeint) sei daher nicht Voraussetzung und Grenze der Souveränität des Volkes, sondern Ausdruck und Folge seiner Souveränität und Medium, in dem die Souveränität sich entfalte. Das Volk sei daher im Prinzip noch nicht einmal gehindert – notfalls durch Neuschaffung der Verfassung –, Zwangsarbeit zu erlauben, Eigentum abzuschaffen oder die Unverletzlichkeit der Wohnung aufzuheben. Übergeordnete „Rechtssätze“, an die auch der Souverän im Rechtssinne absolut gebunden wäre, gebe es nicht. Sollte sich der Souverän an bestimmte Werte aus moralischen, ethischen oder sonstigen Gründen gebunden fühlen (etwa an die Unantastbarkeit der Menschenwürde oder die freie Meinungsäußerung), so werde er sie berücksichtigen. Rechtlich verpflichtet aber sei er dazu nicht.
Demgegenüber vertritt eine am Naturrecht orientierte Rechtsphilosophie die Auffassung, auch in demokratischen Staaten solle die „Rechtssouveränität“ der Volkssouveränität vorangestellt werden. Das heißt, bestimmte Rechtsgrundsätze (wie z. B. die Menschenrechte) dürften als Grundlage des politischen Lebens in einer Demokratie nicht verletzt werden. Die demokratische Anwendung des Volkssouveränitätsprinzips bestehe nicht in einer Durchsetzung des Willkürwillens der Mehrheit, sondern in der Achtung der Rechte einzelner und der gesellschaftlichen Minderheiten und Gruppen durch die demokratisch qualifizierte Mehrheit.

### Kritische Überlegungen zum Verständnis von Volkssouveränität im Allgemeinen
Verschiedene Initiativen verstehen unter dem Volkssouveränitätsprinzip eine weitergehende Forderung: Sie lehnen die repräsentative Demokratie als grundsätzlich „undemokratisch“ ab und akzeptieren lediglich direkte Demokratien als „demokratisch“. Nach deren Verständnis soll es keine dem Volk übergeordnete staatliche oder staatsähnliche Ebene wie z. B. Bundesstaatsebene oder EU-Ebene, die gegenüber dem Volk des jeweiligen Staates weisungsbefugt ist, geben. Auch innerhalb des Staates werden dem Volk übergeordnete, weisungsbefugte Instanzen wie Parlamente, Verfassungsgerichte, Regierungen, Verwaltung, Aristokraten, Diktatoren etc. abgelehnt.
Nach Otfried Höffe hat die Mitwirkung der Bürger in einer Demokratie Grenzen: „Eine Demokratie, die selbst für die grundlegenden Menschenrechte Mehrheiten zuläßt, verletzt ihre Legitimität.“ Höffe begründet es damit, dass „legitime Herrschaft […] von Menschen [ausgeht]: Prinzip Volkssouveränität, und ihnen zugute kommen [muss]: Prinzip Menschenrechte.“ Zumindest die Änderung einer Verfassung muss direkt vom Volke ausgehen. Ist eine Volksvertretung, z. B. eine Regierung, berechtigt, ohne Volksentscheid Änderungen selbst an grundlegenden Menschenrechten vorzunehmen, welche in der Verfassung geregelt werden, wird nach dieser Auffassung die Legitimität der Demokratie schwer verletzt, womit das Bestehen einer Volkssouveränität nicht gegeben sein kann.